# Stoney Point (Oklahoma)
Stoney Point es un lugar designado por el censo ubicado en el condado de Sequoyah en el estado estadounidense de Oklahoma. En el Censo de 2010 tenía una población de 238 habitantes y una densidad poblacional de 19,05 personas por km².

## Geografía
Stoney Point se encuentra ubicado en las coordenadas 35°33′0″N 94°40′38″O / 35.55000, -94.67722. Según la Oficina del Censo de los Estados Unidos, Stoney Point tiene una superficie total de 20.11 km², de la cual 58.87 km² corresponden a tierra firme y (0.43%) 0.09 km² es agua.

## Demografía
Según el censo de 2010, había 238 personas residiendo en Stoney Point. La densidad de población era de 19,05 hab./km². De los 238 habitantes, Stoney Point estaba compuesto por el 68.91% blancos, el 0% eran afroamericanos, el 21.43% eran amerindios, el 0% eran asiáticos, el 0% eran isleños del Pacífico, el 0% eran de otras razas y el 9.66% pertenecían a dos o más razas. Del total de la población el 0.42% eran hispanos o latinos de cualquier raza.